# Cursor

Um cursor de texto piscando.

Em computação, um cursor é um indicador usado para mostrar a posição em um monitor de vídeo ou display que irá responder à adição de texto ou movimentos do mouse, por exemplo.

## Cursor animado
Os cursores animados estão no formato ANI. Estes cursores são usados para chamar a atenção do usuário para um evento, por exemplo, quando o computador está em espera, no Windows Vista aparece um cursor semelhante ao da imagem ao lado.